# とうりゅう (潜水艦)
 とうりゅう（ローマ字：JS Toryu, SS-512）は、海上自衛隊の潜水艦。艦名は、奇岩の間を加古川の激流が流れる兵庫県加東市の名勝「闘竜灘」に由来し、荒々しく戦う竜を意味するということから名付けられた。そうりゅう型潜水艦の12番艦（最終艦）。11番艦の「おうりゅう」に続きリチウムイオン電池を搭載し、従来型より潜航時間が延びている。建造費は690億円。

## 艦歴
「とうりゅう」は、中期防衛力整備計画（23中期防）に基づく平成28年度計画2900トン型潜水艦8127号艦として、川崎重工業神戸工場で2017年1月27日に起工され、2019年11月6日に命名・進水式が挙行された。2021年3月24日に引渡式・自衛艦旗授与式が実施され、就役し、第2潜水隊群第6潜水隊に編入され、横須賀基地配備された。
2022年3月9日、「たいげい」の就役に伴い、第4潜水隊に編成替え。
同年10月9日から12月26日までの間、米国派遣訓練（潜水艦）に参加し、日本からハワイ諸島に至る海域及び同諸島周辺海域とハワイ州パールハーバー・ヒッカム統合基地において対潜戦等の訓練を実施する。
2025年4月14日から7月10日までの間、令和7年度第1回米国派遣訓練（潜水艦）に参加し、ハワイ州パールハーバー・ヒッカム統合基地及びハワイ諸島周辺において施設利用訓練、対潜戦訓練等を実施する。

### 歴代艦長
| 代       | 氏名     | 在任期間              | 出身校・期 | 前職                               | 後職           | 備考     |
| 艤装員長 | 艤装員長 | 艤装員長              | 艤装員長   | 艤装員長                           | 艤装員長       | 艤装員長 |
| -------- | -------- | --------------------- | ---------- | ---------------------------------- | -------------- | -------- |
| -        | 藤本 孝  | 2019.11.6 - 2021.3.23 |            |                                    | とうりゅう艦長 |          |
| 艦長     |          |                       |            |                                    |                |          |
| 1        | 藤本 孝  | 2021.3.24 - 2022.3.21 |            | とうりゅう艤装員長                 | みちしお艦長   |          |
| 2        | 柿本文雄 | 2022.3.22 -           |            | 横須賀潜水艦教育訓練分遣隊戦術科長 |                |          |
|          | 伊藤和典 | -                     |            |                                    |                |          |
|          | 明海勝寿 | -                     |            |                                    |                |          |

## ギャラリー

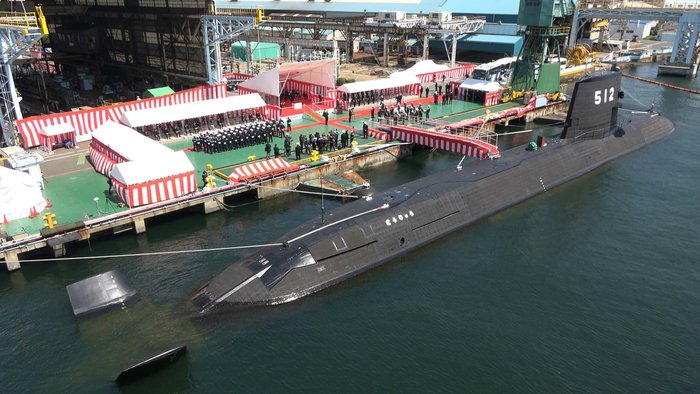
自衛艦旗授与式の様子
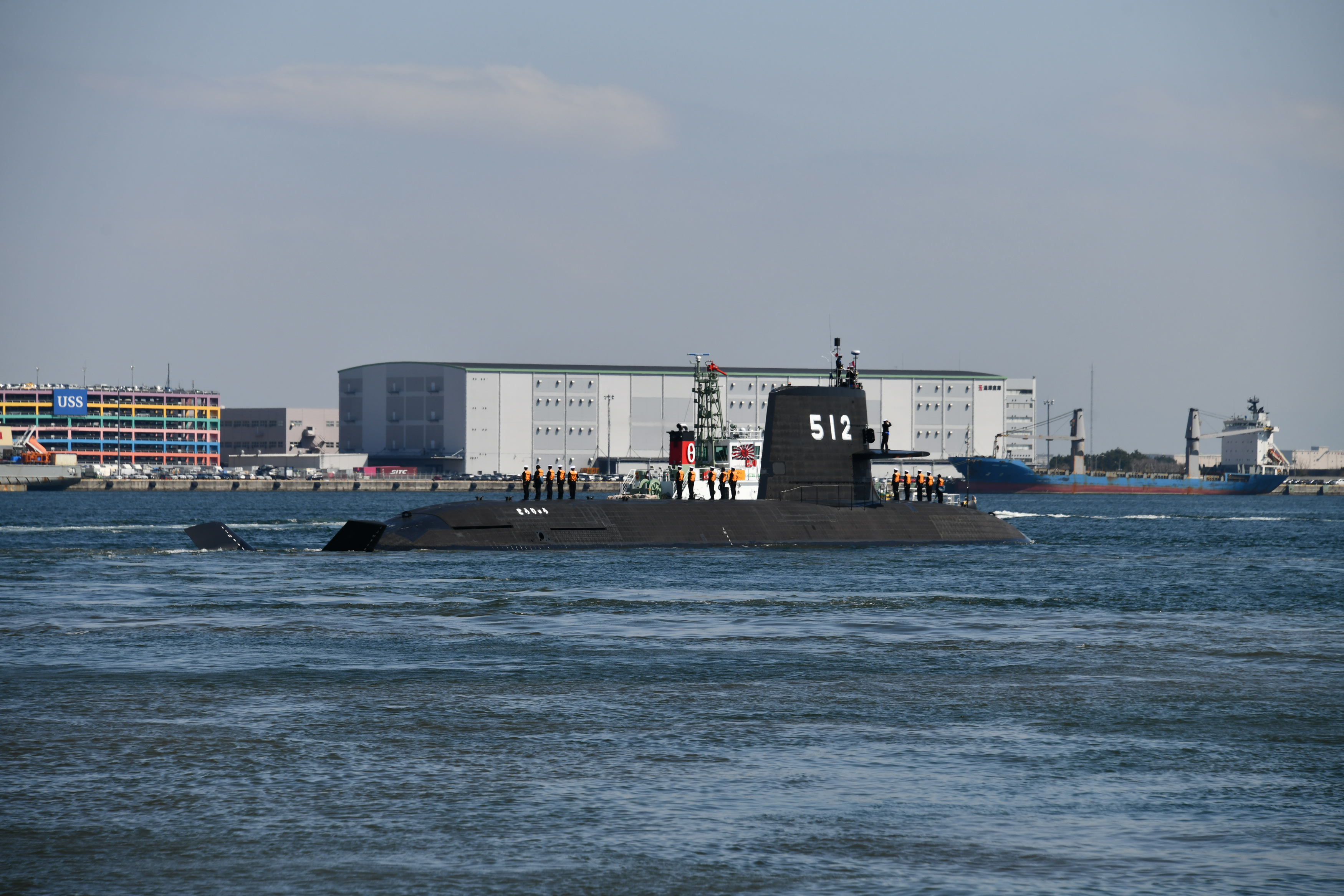
引渡式を終え、川崎重工業神戸工場を出港する「とうりゅう」
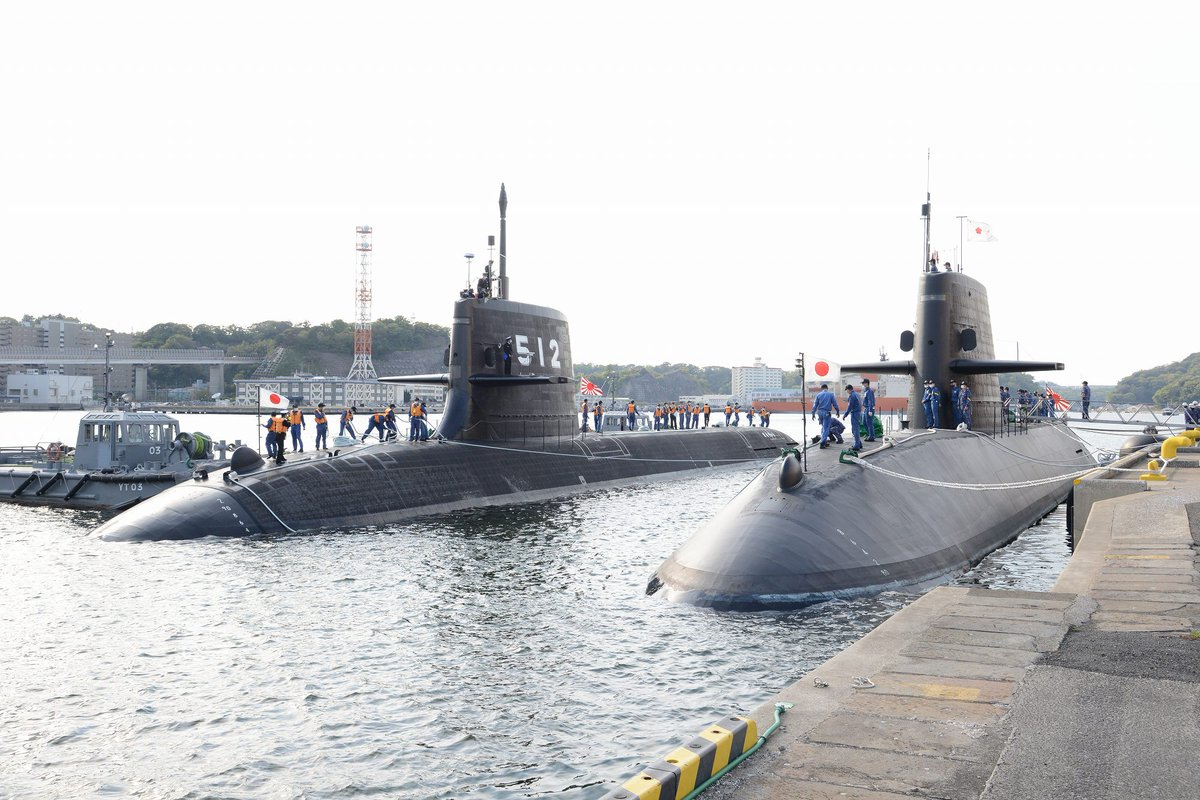
横須賀に入港する「とうりゅう」